# Système lymphatique
Ne doit pas être confondu avec Système glymphatique.
«  Réseau lymphatique » redirige ici. Pour les autres significations, voir Réseau.

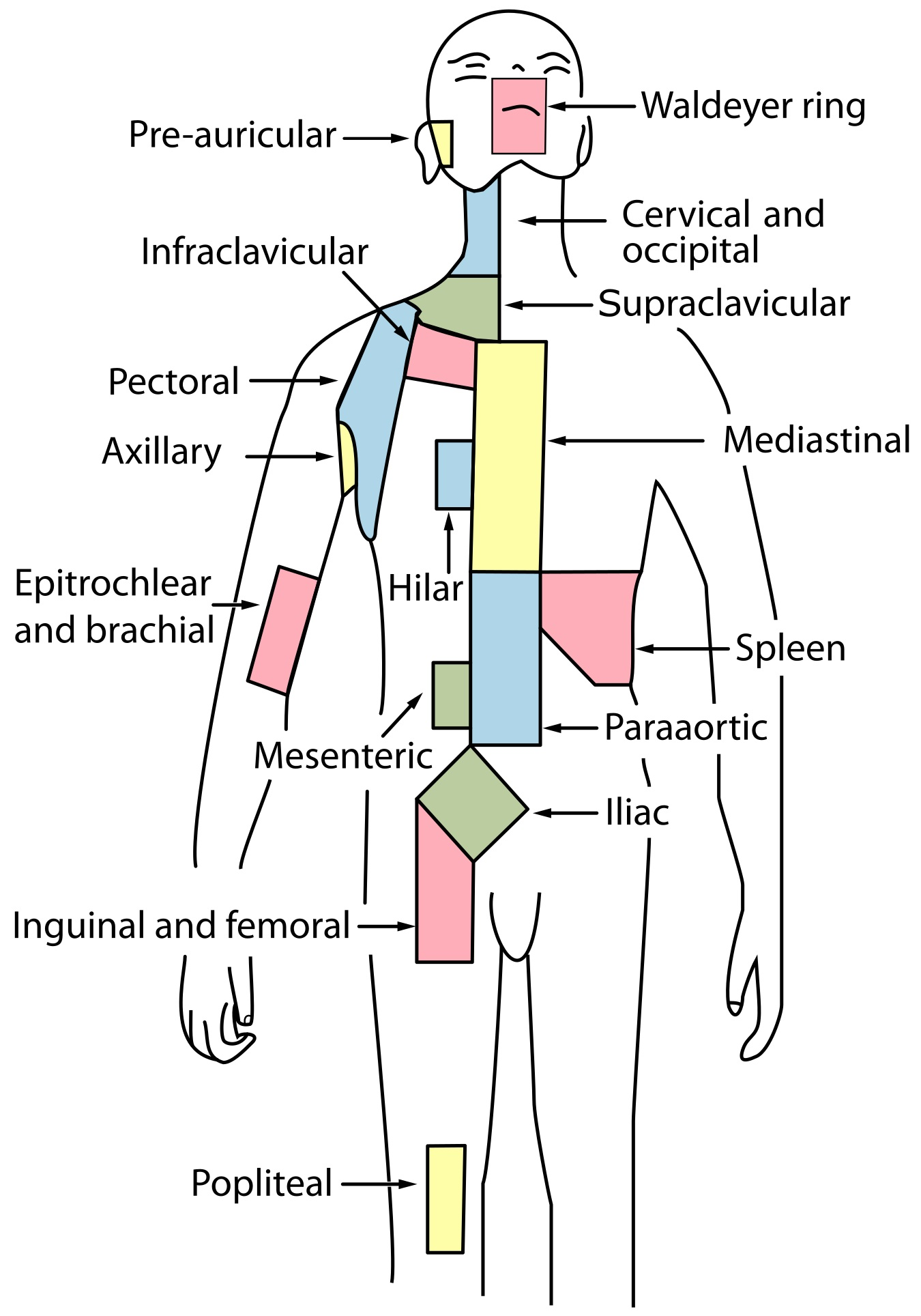
Répartition schématique des zones de drainage lymphatique (qui explique certaines caractéristiques de la maladie de Hodgkin).

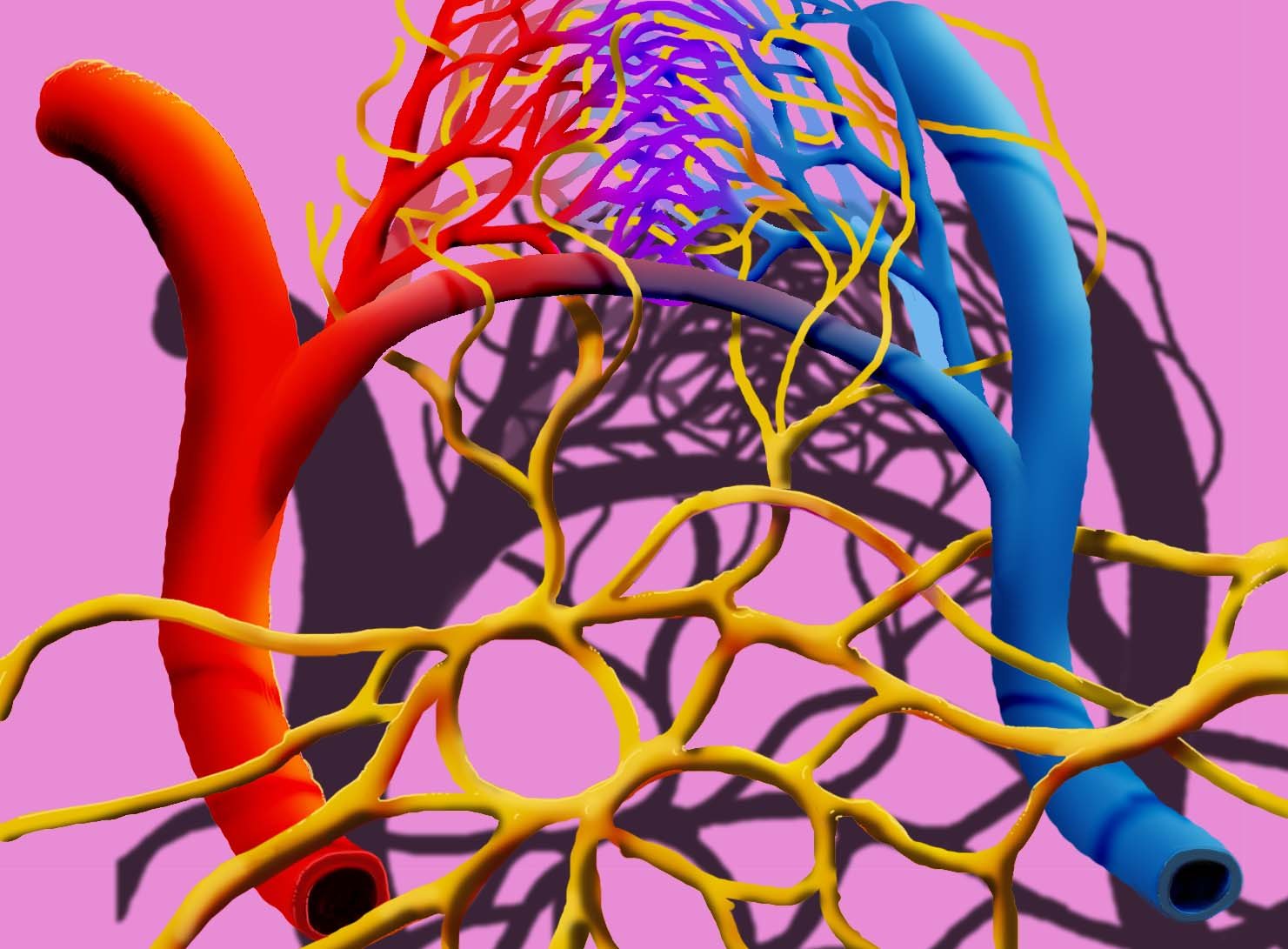
Représentation schématique de la juxtaposition du réseau lymphatique et du réseau sanguin (artériel en rouge et veineux en bleu) au niveau de l'alvéole pulmonaire.

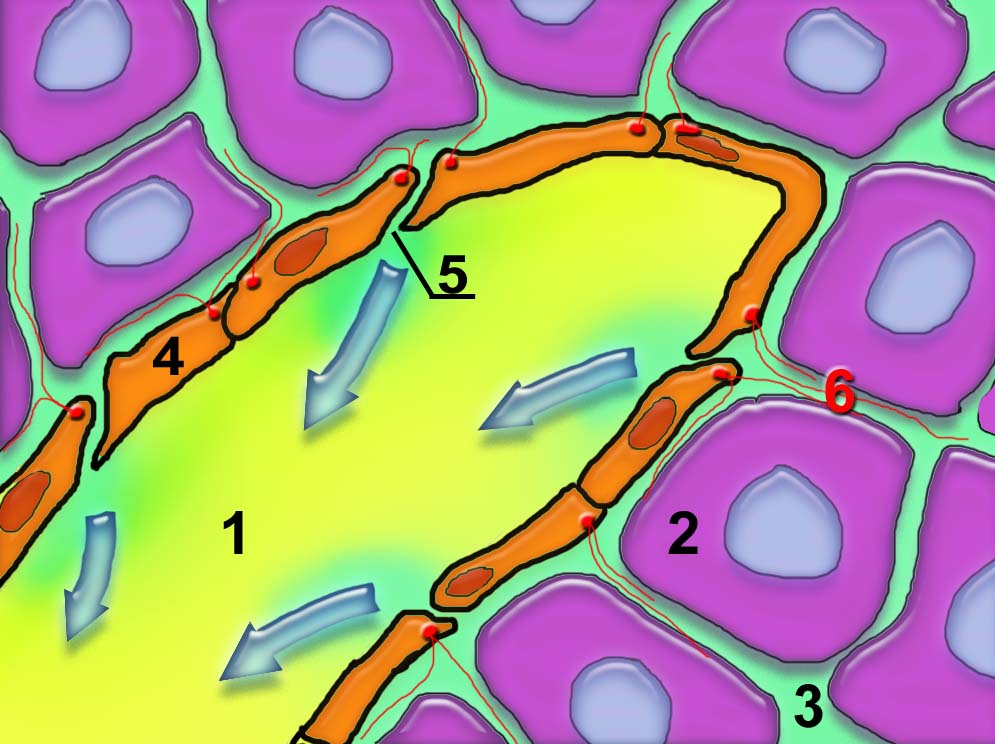
Représentation schématique d'un capillaire lymphatique.
1. Intérieur (« lumière ») du capillaire.
2. Cellule et noyau.
3. Espace interstitiel.
4. Cellule endothéliale du capillaire lymphatique.
5. Ouverture dans l'endothélium.
6. Filament d'ancrage (« anchoring filament »).

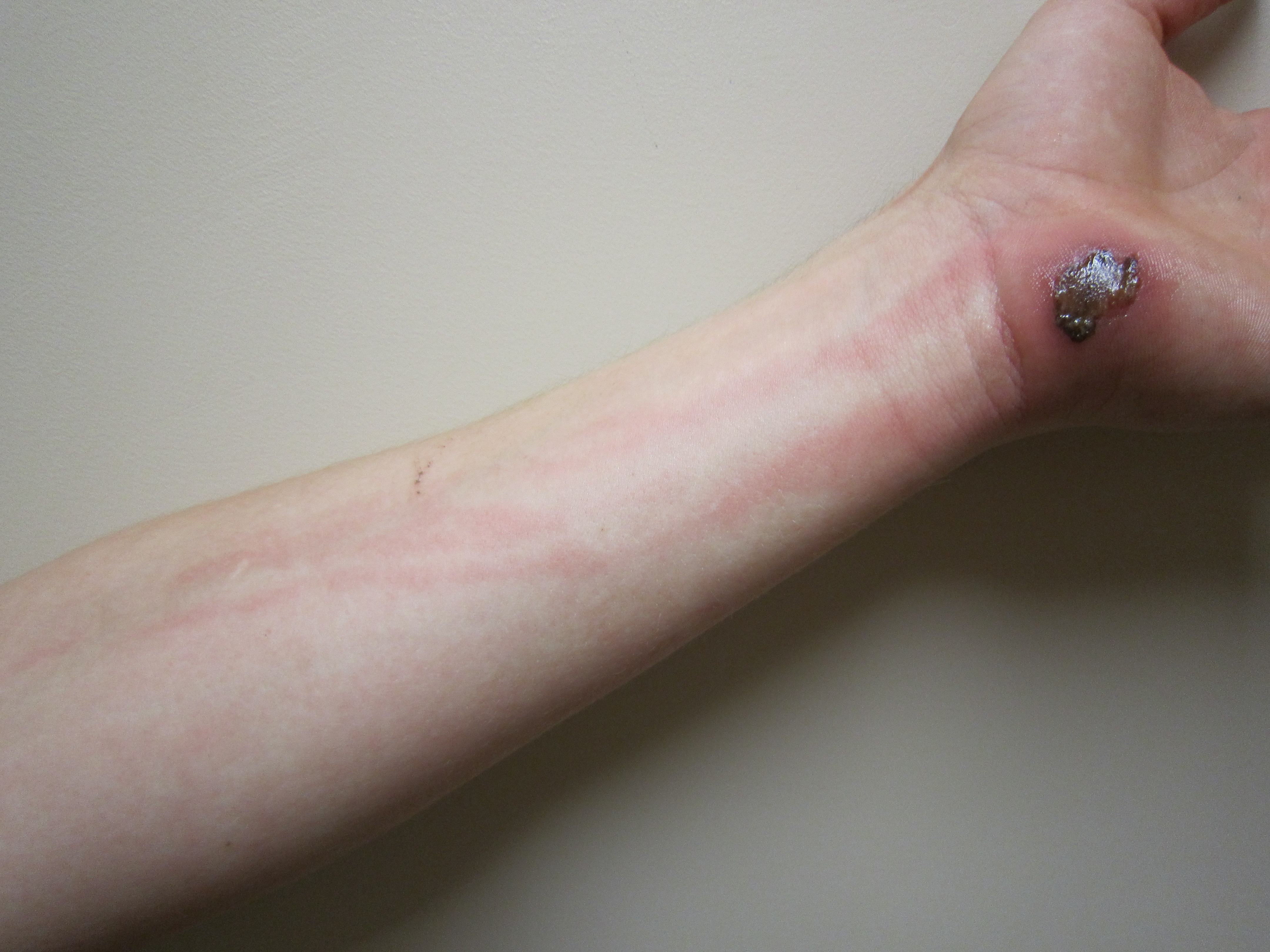
Infection de type cellulite à la suite d'une blessure abrasive de la peau. On remarque la peau rougie sur le bras là où le système lymphatique réagit (inflammation).

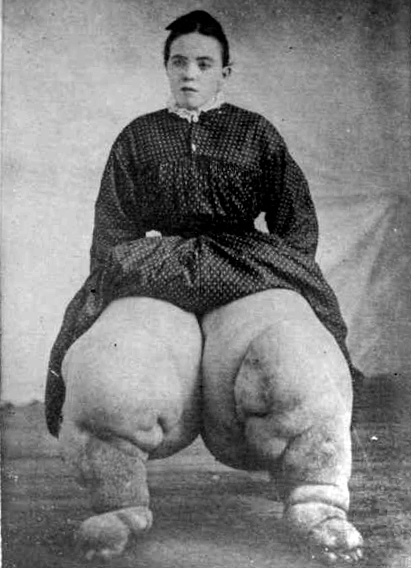
L'un des dysfonctionnements du système lymphatique se traduit par l'éléphantiasis (ici, avec deux jambes concernées).

Le système lymphatique associe deux notions :
- d'une part un réseau, à sens unique, de vaisseaux lymphatiques (dit réseau lymphatique), dont les vaisseaux naissent dans les différents tissus du corps pour rejoindre les ganglions, qui permettent la circulation et le nettoyage de la lymphe et dans une certaine mesure la clairance de particules insolubles ;
- d'autre part tous les organes où se trouvent de grandes quantités de globules blancs : les ganglions lymphatiques, les tissus lymphoïdes associés aux muqueuses (MALT), la moelle osseuse, ainsi que d'organes tels que la rate et le thymus. 
Ces tissus font partie du tissu lymphoïde à l'exception de la moelle osseuse[réf. nécessaire].

Dès le début du XIXe siècle, il est observé que la morphologie et la capacité de charge des vaisseaux lymphatiques varient considérablement selon les organes (ex. : conjonctive, scrotum, glande salivaire,).

## Histoire
Au Ve siècle avant Jésus-Christ, Hippocrate invente pour la première fois le terme chylos (chyle) et observe des glandes lymphatiques (ganglions lymphatiques) situées dans les aisselles, près des oreilles, autour des vaisseaux jugulaires et se propageant à divers endroits de la cavité abdominale. De plus, Hippocrate décrit un liquide laiteux, appelé ichor (liquide lymphatique), circulant dans la lumière de certains vaisseaux. Ensuite, Aristote (384-322) identifie des fibres uniques entre les vaisseaux sanguins et les nerfs qui sont remplis de liquide, décrivant ainsi pour la première fois l'anatomie des vaisseaux lymphatiques généraux. À mesure que l'intérêt augmente, les vaisseaux lymphatiques sont clairement décrits dans une variété de tissus. Herophilus (335-280 av. J.-C.) et Érasistrate (304-250 av. J.-C.) trouvent successivement des vaisseaux chylifères à l'intérieur du mésentère,.
En 1536, Massa (1485-1569) trouve des vaisseaux (lymphatiques) dans les tissus adipeux près des reins (vaisseaux lymphatiques rénaux).
Eustachi (1520-1574) trouve la veine alba thoracis (canal thoracique) lors de la dissection du cheval, mais ne réussit pas à identifier le structure et fonction étendues.
En 1627, Gaspare Aselli découvre la venae albae aut lacteae (l'intestin lactique, un capillaire lymphatique spécialisé avec une extrémité aveugle qui absorbe les chylomicrons des villosités intestinales) chez un chien en 1627. Immédiatement après, en 1628, Fabrice de Peiresc décrit les lactées dans le corps humain.
Ensuite, les chercheurs vont au-delà des études anatomiques et commencent à étudier le rôle des vaisseaux lymphatiques dans le drainage lymphatique. Jean Pecquet (1624-1674) décrit la citerne du chyle et le canal thoracique et explique que la lymphe s'écoulait dans la veine sous-clavière gauche via le canal thoracique et non par le foie. À peu près au même moment, Olof Rudbeck (1630-1702) découvre des ducti hepatici aquosi (conduits hépatiques aqueux), désormais connus sous le nom de vaisseaux lymphatiques hépatiques. Rudbeck découvre également des vaisseaux lymphatiques cardiaques, rénaux, pulmonaires et périphériques en 1653,. La même année, un autre chercheur, Thomas Bartholin (1616-1680), invente le terme vasae lymphatica (lymphatiques ou vaisseaux lymphatiques) pour décrire les canaux transportant la lymphe liquide et distingue les vaisseaux lymphatiques mésentériques des vaisseaux lymphatiques hépatiques, confirmant que le liquide lymphatique provenant de deux sources différentes s'écoule dans le canal thoracique. Niels Stensen (1638-1686) décrit spécifiquement que le canal thoracique et le vaisseau lymphatique jugulaire gauche délivraient la lymphe dans le canal thoracique entre le canal de la veine sous-clavière gauche et la veine jugulaire interne.
Frederik Ruysch explore la morphologie et la fonction des valvules lymphatiques, qui assurent l'unidirectionnalité du flux lymphatique. Paolo Mascagni décrit les vaisseaux lymphatiques de la dure-mère humaine (vaisseaux lymphatiques méningés) et les vaisseaux lymphatiques liés aux ganglions lymphatiques en 1787 ,.

## Situation anatomique des organes lymphatiques
Les lymphocytes se développent surtout dans des tissus spécialisés dits organes lymphatiques primaires qui sont la moelle osseuse (le foie lors de la période fœtale) et le thymus. Des milliards de lymphocytes immunocompétents y seront produits, qui iront coloniser les tissus lymphatiques secondaires.
Les ganglions lymphatiques et les MALT sont situés sur le trajet des vaisseaux lymphatiques, entre le commencement des vaisseaux dans les tissus et l'abouchement de ces vaisseaux dans la veine sous-clavière gauche.
Le réseau lymphatique draine la plupart des organes, dont les poumons et l'intestin : un capillaire lymphatique « en cul-de-sac », dit « chylifère central » est présent au sein de chaque villosité intestinale de l'intestin grêle. La circulation des cellules de l'intestin grêle est anastomosée au réseau lymphatique qui se draine dans les follicules lymphoïdes (élément important du système immunitaire) du tube digestif.

## Développement des vaisseaux lymphatiques
Il joue pourtant un rôle essentiel pour l'immunité, le système hormonal et le retour des liquides extravasés, de certains déchets cellulaires et des protéines (albumine par exemple) dans la circulation systémique. De plus, jusqu'à la presque fin du XXe siècle, on ne disposait pas de marqueurs moléculaires spécifiques de ce réseau. Ceci explique les retards pris par l'étude de la vascularisation lymphatique.
Une hypothèse proposée par Sabin est que le réseau lymphatique est constitué d'un groupe de cellules endothéliales dérivant directement de la veine cardinale. 
Les vaisseaux lymphatiques se développent à partir de cellules endothéliales spécialisées des vaisseaux sanguins préexistants, mais les signaux moléculaires qui régulent cette différenciation sont inconnus bien qu'une protéine nécessaire ait été identifiée (protéine de signalisation hématopoïétiques SLP-76 ou Syk).

Apparentées à celles des veinules, de nombreuses vésicules cytoplasmiques ont été signalées dans l'endothélium lymphatique initial,,,,,, mais le rôle de ces vésicules dans l'absorption du soluté n'est pas encore clairement élucidé à l'heure actuelle. Toutefois, si les vaisseaux lymphatiques possèdent des caractéristiques similaires à d'autres vaisseaux, certaines caractéristiques comme le glycocalyx leur manquent. Il existe des marqueurs spécifiques des cellules endothéliales du système lymphatique tels que le LYVE-1 (en) ou la podoplanine.

## Fonctions
Les fonctions du système lymphatique sont multiples :
1. Il draine les excès de liquides se trouvant au niveau des tissus et participe à la détoxication des organes et du corps ;
2. Il contribue à la circulation de nutriments (mais moins que le sang) ;
3. Il permet la circulation dans tout le corps et hors des vaisseaux sanguins des globules blancs, dans le processus d'activation de la réponse immunitaire spécifique. C'est un élément essentiel du système immunitaire et des processus cicatriciels ;
4. Il contribue à la circulation des hormones.

Un manque d'activité musculaire ou une atteinte du système gérant les liquides (lymphangions) peut se traduire par une forme de cellulite et par des oedèmes.

## Fonctionnement
Tout le corps, à l'exception du système nerveux central — une thèse remise en cause par la découverte en 2015 par une équipe d'une université de Virginie d'un réseau lymphatique dans les méninges —, des muscles, du cartilage et de la moelle osseuse, dispose de réseaux de vaisseaux lymphatiques parallèles aux veines et accompagnant les artères.
La lymphe, liquide interstitiel circulant dans les vaisseaux lymphatiques, se charge d'une partie des déchets de l'activité cellulaire via les tissus intercellulaires. La lymphe est épurée par le passage dans les ganglions. Elle circule ensuite vers la circulation sanguine qu'elle rejoint  par le conduit thoracique au niveau des veines sous-clavières.
C'est le système lymphatique qui est chargé du transport d'une grande partie des graisses provenant de l'alimentation vers la circulation. Ainsi, ces dernières ne passent pas par le foie.
À la différence du réseau sanguin, le système lymphatique ne comporte pas d'organe unique jouant le rôle de pompe (cœur). La circulation résulte de la combinaison des mouvements du corps (respiration notamment), des contractions des muscles, des contractions des fibres lisses des parois des vaisseaux lymphatiques, et le fait que les plus gros vaisseaux possèdent des valvules pour empêcher le reflux. Si les mouvements du corps ou l'activité physique s'intensifient, la lymphe circulera plus rapidement : il circule approximativement 100 mL de lymphe par heure dans le conduit thoracique d'une personne au repos alors que durant un exercice, ce flux peut être 10 à 30 fois plus élevé. Au contraire, l'immobilité prolongée freine le drainage de la lymphe.
Les métastases de certains cancers peuvent rapidement se diffuser dans le corps par la lymphe.